# 912

## Догађаји
- 11. мај — Византијски цар Лав VI Мудри умире након 26 година владавине. Наслеђује га брат Александар III као цар (василевс) поред Лавовог шестогодишњег сина Константина VII. Александар постаје де факто владар Византијског царства и протерује царицу Зоју Карбонопсину, Константинову мајку, у женски манастир.
- Пораз византијске флоте од Арапа код Хиоса.
- Фатимидска инвазија на Египат није успела.
- Грузија је уједињена као део Абхазије.
- Након смрти новгородског кнеза Олега Вештог, почела је владавина кнеза Игора Рјуриковича (912-945). Почетак владавине династије Рјуриковича у Кијевској Русији, која је постојала до 1598. године. Сви законити принчеви и краљеви овог периода водили су своју лозу од Варјага Рјурика. Игор Рјурикович обнавља територијални интегритет староруске државе, поново осваја територије Древљана који су отпали од Кијевске кнежевине и намеће им: „данак већи од Олговог“ (тј. више него што су до тада плаћали кнезу Олегу).

## Рођења
- 23. новембар — Отон I Велики, немачки краљ и цар Светог римског царства (у. 973)

## Смрти
- 11. мај — Лав VI Мудри, византијски цар (р. 866)
- 25. октобар — Рудолф I, краљ Бугоње (р. 859)
- Олег Вешти - кнез Кијевске Русије